# أليفيري
أليفيريون (Αλιβέριον) هي مدينة في إففويا في مقاطعة كينتريكي إلادا في اليونان.
يبلغ عدد سكانها حوالي 4826   نسمة.

## أعلام
- ديامانتيس شوشوميس